# Lonchura hunsteini nigerrima
Il cappuccino di Nuova Hannover (Lonchura hunsteini nigerrima Rothschild & Hartert, 1899) è un uccello passeriforme della famiglia degli Estrildidi: sebbene le classificazioni più recenti diano a questi uccelli il rango di sottospecie del cappuccino di Hunstein, alcuni autori ritengono corretto elevare il cappuccino di Nuova Hannover al rango di specie a sé stante.

## Descrizione

### Aspetto
Si tratta di un uccello di piccole dimensioni, munito di un forte becco tozzo e di forma conica.

La colorazione è nera su tutto il corpo, con codione e coda di colore rosso-arancio: è assente la colorazione grigio-argentea della testa, che caratterizza invece la sottospecie nominale. Gli occhi sono di colore bruno scuro, le zampe sono carnicino-grigiastre, il becco è grigio-nerastro.

### Dimensioni
Misura circa 9–10 cm di lunghezza, coda compresa.

## Biologia
Si tratta di uccelli diurni, che vivono in piccoli gruppi, passando la maggior parte del giorno al suolo alla ricerca di cibo.

### Alimentazione
Questi uccelli hanno abitudini principalmente granivore, ma possono integrare la propria dieta a base di semi con materiale di origine vegetale quale frutta, bacche, germogli e di tanto in tanto anche di piccoli insetti volanti.

### Riproduzione
La riproduzione di questi uccelli non è finora stata osservata dall'uomo, tuttavia si ritiene che essa non differisca significativamente per dinamiche e tempistica da quella delle altre specie congeneri.

## Distribuzione e habitat
Come intuibile dal nome comune, il cappuccino di Nuova Hannover è endemico dell'omonima isola, situata ad est della Nuova Guinea. Questo uccello è diffuso su tutta l'isola, mostrando di prediligere le aree a copertura erbosa o cespugliosa con presenza di zone alberate più o meno estese.